# Carlos Andrés Pérez
Carlos Andrés Pérez Rodríguez (født 27. oktober 1922, død 25. december 2010) var en venezuelansk politiker og Venezuelas præsident i to perioder, 1975-79 og 1989-93.
Under hans første præsidentperiode var Venezuela ude for et stort økonomisk opsving som følge af store indtægter fra olieeksport. Modsat var hans anden periode på posten præget af økonomiske tilbagegang, lige som der var sociale uroligheder, folkelig opstand og to forsøg ledet af Hugo Chávez på overtagelse af præsidentmagten. Pérez måtte slutteligt som den første venezuelanske præsident se sig afsat som følge af korruption. Han blev idømt 28 måneders fængsel for at have taget 250 millioner bolivar (knap 100 millioner kr), men kom på grund af høj alder kun til at sidde fængslet i nogle måneder, hvorefter han sad i husarrest i et par år. Efter sin løsladelse bosatte han sig i Miami, USA, hvorfra han har talt i kraftige vendinger mod den daværende venzuelanske præsident, Hugo Chávez.

## Ekstern henvisning
- Wikimedia Commons har flere filer relateret til Carlos Andrés Pérez